# Miffy

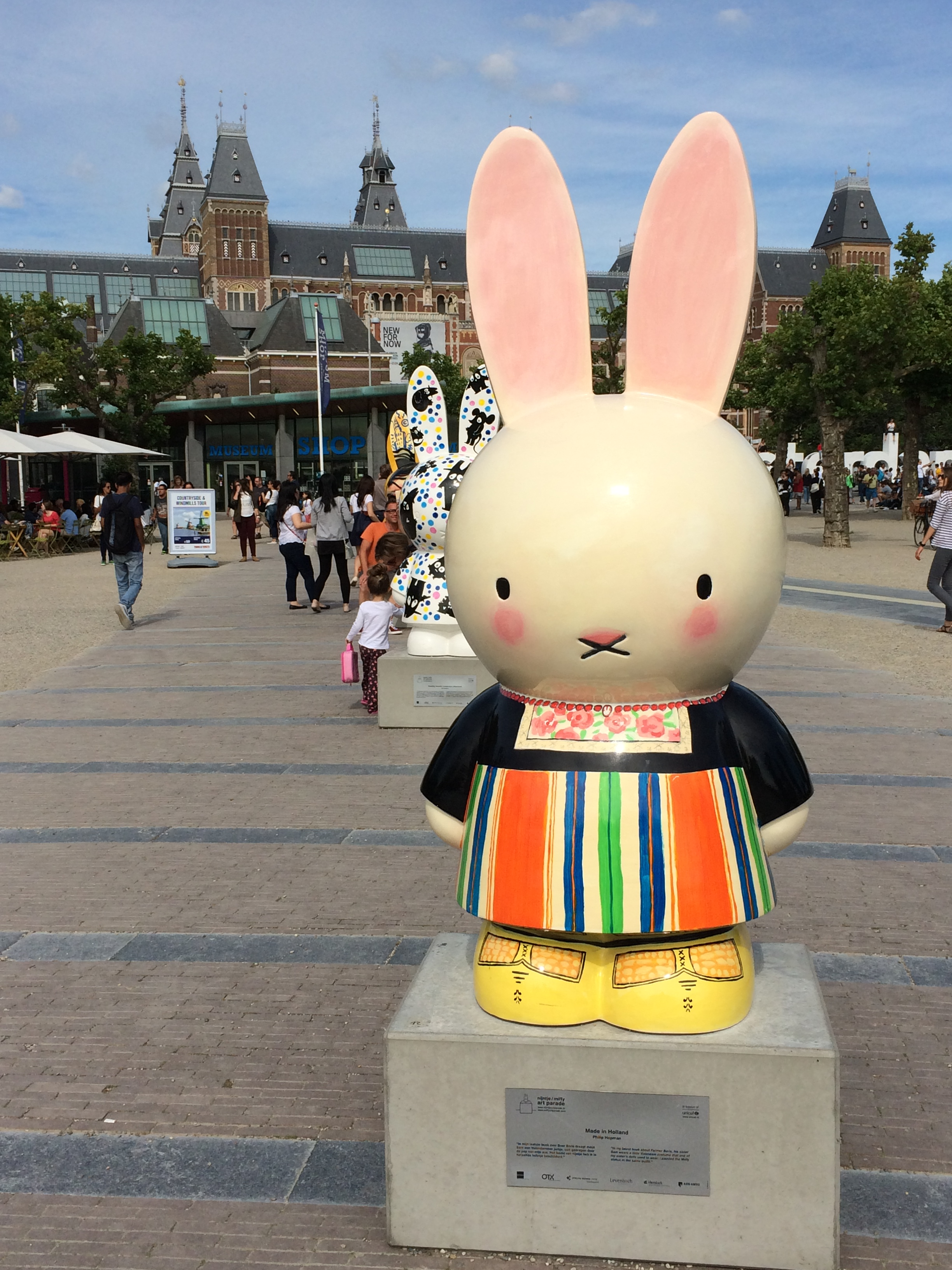
Miffy

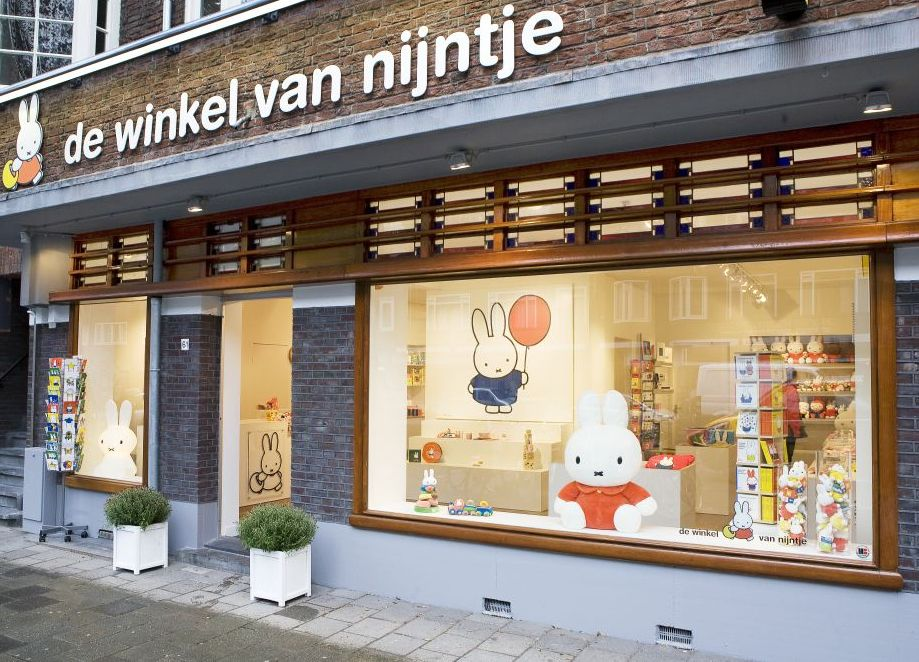
Magasin avec Miffy en vitrine.

Miffy (en néerlandais : Nijntje, prononcé ˈnɛɪ̯ncə, abrégement de konijntje, lui-même diminutif de konijn, « lapin ») est une petite lapine de fiction créée par l'artiste néerlandais Dick Bruna dans une série de livres.

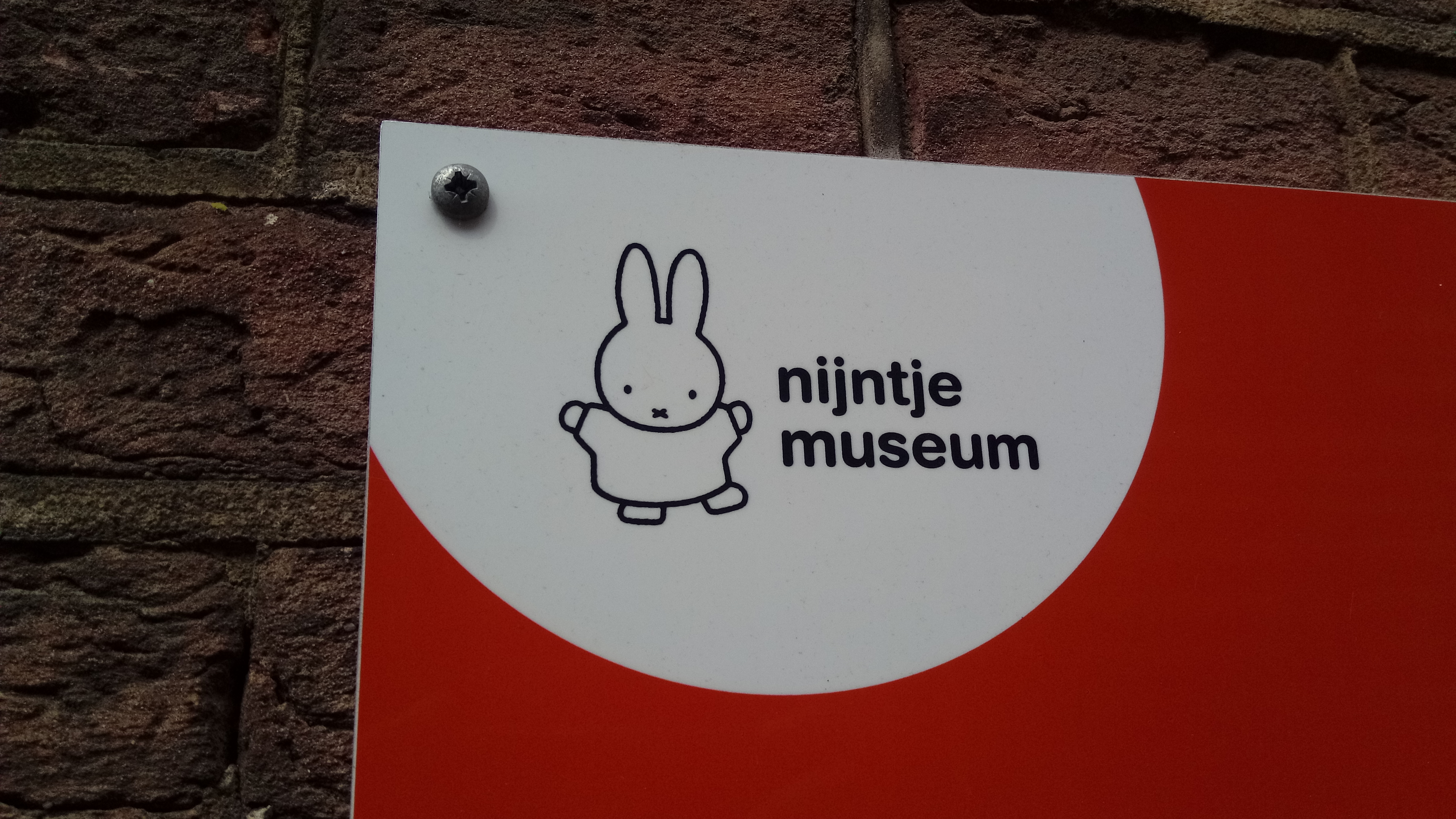
Entrée du Miffy Museum.

Le 21 juin 1955, alors qu'il pleut sur Utrecht, le jeune designer Dick Bruna décide de tromper l'ennui de son jeune fils en lui racontant l'histoire d'un petit lapin qu'ils avaient vu en vacances dans les dunes d'Egmond aan Zee. S'inspirant du lapin en peluche de l'enfant, il  agrémente l'histoire par un dessin de l'animal dans un style minimaliste. La même année, il publie le livre de Nijntje (« petit lapin », diminutif du néerlandais konijntje, « lapin », qui gagne le surnom de Miffy dans plusieurs langues en raison de sa prononciation difficile en néerlandais), album en format carré avec les illustrations imprimées sur la page de droite, et des textes simples sur la page de gauche. Une trentaine d'autres ont suivi. Au total, la série s'est vendue à plus de 85 millions d'exemplaires dans 50 langues et a été adaptée dans 2 séries télévisées ainsi que de nombreux jouets et vêtements mettant en avant le personnage.

## Personnalité sur le langage
Tout comme Hello Kitty, Miffy parle avec son cœur. Mary Kay Bergman avait assuré le doublage dans la série originale jusqu'à son décès par suicide, le 11 novembre 1999. Depuis, Anna Kendrick et Julia Stiles continuent de doubler Miffy, mais désormais dans la série relancée.